# ایشمحمدوو
ایشمحمدوو (به لاتین: Ishmukhametovo) یک منطقهٔ مسکونی در روسیه است که در باشقیرستان واقع شده‌است.